# 卡萨诺马尼亚戈
卡萨诺马尼亚戈（義大利語：Cassano Magnago），是意大利瓦雷泽省的一个市镇。总面积12平方公里，人口21387人，人口密度1782.3人/平方公里（2009年）。国家统计（ISTAT）代码为012040。